# Джим Джармуш
Джим Джармуш (на английски: Jim Jarmusch, също Джармъш) е американски филмов режисьор.

## Биография
Роден е в град Акрън, щата Охайо на 22 януари 1953 г., в семейство на унгарски емигранти.
На седемнадесет години се мести в Ню Йорк, където е приет в местната филмова академия. Работи като асистент на Вим Вендерс и Никълъс Рей за съвместния им филм Lightning Over Water през 1980, а през 1982 режисира първия си нискобюджетен филм Permanent Vacation. Вторият му филм Stranger Than Paradise (1984) носи небивал успех и признание – наградата „Златна камера“ за дебют на кинофестивала в Кан през същата година.

## Творчество
Водеща фигура в т. нар. независимо кино, често във филмите му се разказва за чужденци попаднали в американската реалност, много различна от образа, създаден от мейнстрийм продукциите. Във филмите му винаги има нещо мистично или сюрреалистично, подхранвано от специфичния подбор на музиката, който подсказва и широки познания за нея.
Често използва нетрадиционни похвати в режисурата си. Характеризира се с интересен актьорски състав, включващ музиканти (Том Уейтс, Иги Поп, Genius/GZA и RZA от Wu-Tang), други режисьори (Роберто Бенини) и т.н.

## Филмография
- Permanent Vacation (1980)
- По-странно от рая (Stranger Than Paradise (1984)
- Coffee and Cigarettes (1986)
- Down by Law (1986)
- Coffee and Cigarettes II (1989)
- Мистериозният влак (Mystery Train) (1989)
- Нощ над земята (Night on Earth) (1991)
- Coffee and Cigarettes III (1993)
- Мъртвец (Dead Man) (1995)
- Годината на коня (Year of the Horse) (1997)
- Дух куче: Пътят на самурая (Ghost Dog: The Way of the Samurai) (1999)[1]
- Ten Minutes Older: The Trumpet (2002) (част „Int. Trailer Night“)
- Кафе и цигари (Coffee and Cigarettes) (2003)
- Прекършени цветя (Broken Flowers) (2005)
- The Limits of Control (2009)
- Само любовниците остават живи (2013)
- Патерсън (2016)[2][3]
- Мъртвите не умират (2019)[4]